# Georges Brunet
Georges Brunet, surnommé « La Violette », né le 27 février 1868 à Paris et mort dans la même ville le 9 avril 1908, est un menuisier et anarchiste français. Il est connu, entres autres, pour avoir été l'un des accusés du procès des Trente.
Figure du mouvement anarchiste des années 1890, Brunet devient un orateur dans plusieurs réunions anarchistes ; il y soutient le recours au syndicalisme et s'oppose aux pratiques de ses compagnons illégalistes. Visé par le procès des Trente, il se défend en déclarant n'avoir jamais défendu les thèses illégalistes et est acquitté. Il s'engage ensuite dans l'affaire Dreyfus et poursuit ses activités syndicales.

## Biographie

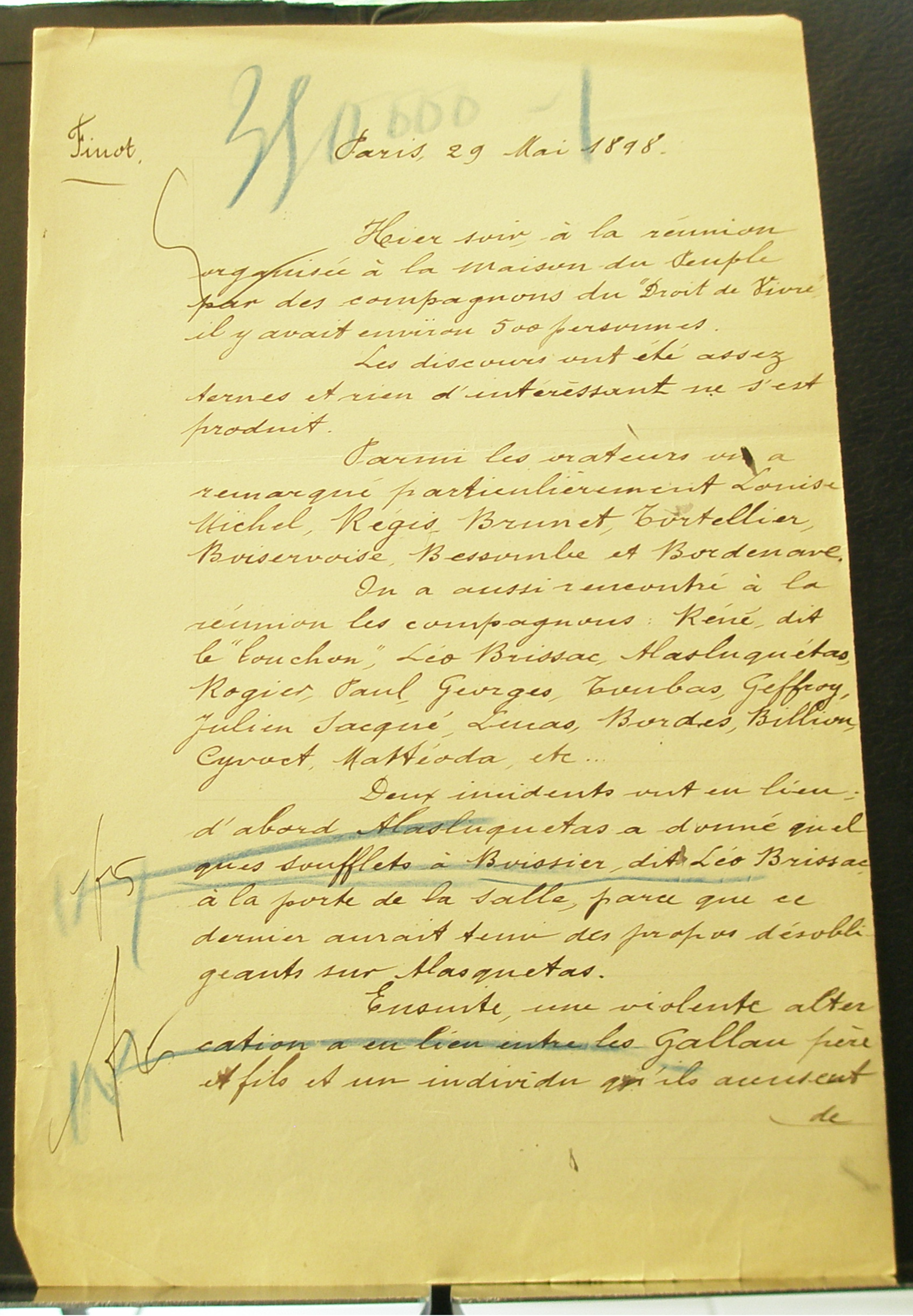
Rapport d'un informateur au sujet d'une réunion où Brunet parle aux côtés, entre autres, de Louise Michel (Archives de la préfecture de police de Paris (Ba 1498) - courtoisie dArchives anarchistes)

Georges Brunet naît le 27 février 1868 dans le 9e arrondissement de Paris. Selon son acte de naissance, il est fils de Marie Brunet, couturière - et n'a pas de père déclaré. En 1886, il rejoint la Ligue des antipatriotes et est l'un des orateurs de l'organisation lors d'un de ses grands meetings, à la salle Favié. Il parle alors aux côtés d'autres anarchistes, parmi lesquels Alexandre Tennevin ou encore Jacques Prolo et Édouard Devertus.
L'année suivante, avec Charles Malato, Brunet est un des orateurs lors d'un meeting antiboulangiste dans la même salle. Il rejoint le Cercle anarchiste international  la même année, alors un lieu de rassemblement important pour les anarchistes en France. Brunet travaille par ailleurs comme menuisier pendant cette période.
En 1889, Brunet suit Le Père Peinard dans son appel à présenter des candidats abstentionnistes aux élections législatives, ce qu'il fait. En parallèle, Brunet participe au congrès international anarchiste et s'oppose à Devertus au sujet des pratiques illégalistes. Il est condamné à une peine de prison pour « ne pas avoir timbré ses affiches électorales ».
Lors des discussions chez les anarchistes au sujet de leur participation - ou non, aux manifestations organisées le 1er mai pour la journée internationale des travailleurs, Brunet soutient la participation. En 1893, Brunet entre en conflit avec Jean-Pierre François, qui l'accuse d'être un « phraseur et farceur ».
Il est arrêté l'année suivante peu avant ce jour, et s'oppose par ailleurs à Sébastien Faure avec Prolo pour soutenir que cette journée, bien que mise en place par les politiciens, serait « devenu[e] révolutionnaire et à tendances anarchistes ».
Il est arrêté et inculpé dans le cadre du procès des Trente, un procès politique visant trente anarchistes en 1894. Défendu par Paul Gantier-Rougeville, il déclare n'avoir jamais soutenu les théories illégalistes et le vol et avoir préféré le syndicalisme. Brunet est acquitté comme la presque totalité des prévenus.
Lors de l'affaire Dreyfus, Brunet est actif. Il continue ses activités d'orateur et participe à d'autres réunions, dont une antimilitariste en 1898. La même année, il est secrétaire du comité central de la grève des ouvriers du bâtiment parisien.
Au début du XXe siècle, l'anarchiste est encore noté dans des activités militantes. Il meurt le 9 avril 1908 dans le 18e arrondissement de Paris.

## Postérité

### Surnoms
Au sein du mouvement anarchiste, Brunet dispose de plusieurs surnoms et pseudonymes, parmi lesquels : la Terreur-des-bouts-de-bois, La Violette ou Bouquet-des-dames.

### Photographie policière
Sa photographie policière fait partie des collections du Metropolitan Museum of Art (MET).